# Park Chung-hoon
Park Chung-hoon (* 19. Januar 1919; † 16. März 2001) war ein südkoreanischer Politiker und Generalmajor der Luftwaffe. Vom 22. Mai bis zum 2. September 1980 war er Premierminister Südkoreas.